# 张汶川
张汶川（1976年8月—），男，山东济南人，中华人民共和国外交官，现任中华人民共和国驻白俄罗斯共和国特命全权大使。

## 生平
张汶川毕业于济南外国语学校、北京外国语大学和北京大学。1999年，进入外交部工作。2016年，任驻乌兹别克斯坦大使馆政务参赞。2020年，任外交部外事管理司副司长。2022年5月，挂职黑龙江省人民政府外事办公室副主任，任期2年。2024年6月，回任外交部外事管理司副司长。2024年9月，出任中华人民共和国驻白俄罗斯大使。